# Istoria orașului Oradea

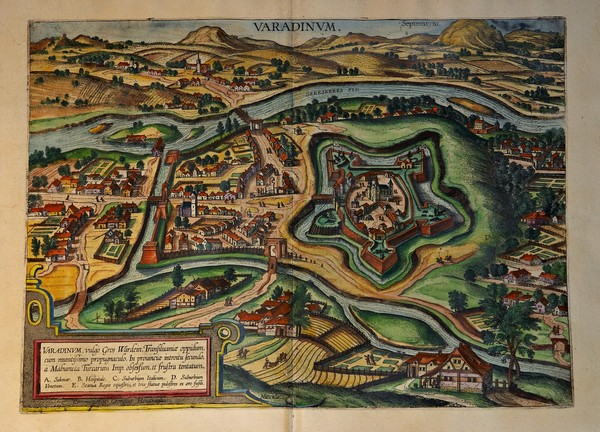
Varadinum (Oradea) într-o gravură din 1617 de Braun & Hogenberg

Istoria Oradiei acoperă timpul din neolitic, până în Evul Mediu și înflorirea sa ca centru important în regiunea Crișana, până la existența sa modernă ca oraș, sediul județului Bihor din nord-vestul României.

## Preistorie și timpuri străvechi
În timp ce Oradea modernă este menționată pentru prima dată mai târziu, descoperirile arheologice recente, în și în jurul orașului, oferă dovezi ale unei locuințe mai mult sau mai puțin continue încă din neolitic. Dacii și celții locuiau și ei în regiune. După cucerirea Daciei, romanii au stabilit o prezență în zonă, mai ales în cartierul Salca al orașului și în zilele noastre, Băile Felix.

## Evul Mediu
Potrivit Gesta Hungarorum, teritoriul era condus de conducătorul legendar Menumorut - având cetatea centrată la Bihar - la sfârșitul secolelor al IX-lea și începutul secolului al X-lea, până la cucerirea maghiară. Prima mențiune documentată a numelui orașului Oradea a fost în 1113 sub numele latin, Varadinum („vár” înseamnă cetate în limba maghiară). În secolul al XI-lea, când Sfântul Rege Ladislau I al Ungariei a fondat o așezare episcopală lângă orașul Oradea, actuala Eparhie Romano-Catolică a Oradiei. Orașul a înflorit în special în secolul al XIII-lea. Cetatea Oradea, ale cărei ruine rămân pana in zilele noastre, a fost menționată pentru prima dată în 1241 în timpul invaziei mongole a Europei. Secolul al XIV-lea a fost una dintre cele mai prospere perioade din viața orașului. Statuile Sfântului Ștefan, Emeric și Ladislau (înainte de 1372) și sculptura ecvestră a Sfântului Ladislau (1390) au fost ridicate în Oradea. Statuia Sfântului Ladislau a fost prima piață ecvestră proto-renascentistă din Europa. Episcopul Andreas Báthori (1329–1345) a reconstruit catedrala în stil gotic. Din acea epocă datează și Hermes, păstrat acum la Györ, care conține craniul regelui Ladislau și care este o capodoperă a artei aurarului maghiar.

## Modern timpuriu
Georg von Peuerbach a lucrat la Observatorul din Varadinum, folosindu-l ca referință a primului meridian al Pământului în Tabula Varadiensis, publicată postum în 1464.Orașul Oradea a fost folosit pentru hărți și navigație ca prim meridian între 1464 și 1667. În 1474, orașul a fost atacat de turci. Abia în secolul al XVI-lea Oradea a început să crească ca zonă urbană. Pacea de la Várad a fost încheiată între Ferdinand I și Ioan Zápolya la 4 februarie 1538, în care s-au recunoscut reciproc ca fiind rege. În secolul al XVIII-lea, inginerul vienez Franz Anton Hillebrandt a planificat orașul în stil baroc. Începând cu 1752, au fost construite multe repere, cum ar fi Catedrala Romano-Catolică și Palatul Episcopal, în prezent Muzeul Țării Crișurilor.
După invazia otomană a Ungariei din secolul al XVI-lea, orașul a fost administrat în diferite momente de către Principatul Transilvaniei, Imperiul Otoman și Monarhia Habsburgică. În 1598, cetatea a fost asediată și, la 27 august 1660, Oradea a căzut în mâinile turcilor și a devenit capitala provinciei Varat. Acest Eialet a inclus Varat (Oradea), Salanta, Debreçin (În trecut făcand parte din Budin și Egri Eyalets), Halmaș, Sengevi și Yapıșmaz sangeacuri. Asediul este descris în detaliu de Szalárdy János în cronica sa contemporană. Orașul a fost capturat de forțele germano-ungaro-croate conduse de Habsburg în septembrie 1692.

## Modern târziu
Revoluția maghiară din 1848 a jucat un rol important în istoria orașului. A fost casa celei mai mari fabrici de arme din Ungaria, în timp ce Debrecen era sediul temporar al guvernului ungar. În a doua jumătate a secolului al XIX-lea, poreclele literare ale orașului includeau „Compostela maghiară”, „Felix civitas”, „Paris pe râul Pece”, „Orașul de mâine”, „Atena pe Körös” și „Orașul de ieri”. Aceste porecle nu sunt utilizate pe scară largă astăzi, deși „Paris pe râul Pece” este încă folosit uneori.

## Secolul douăzeci
Ca o consecință a rolului Ungariei în Primul Război Mondial, Tratatul de la Trianon a atribuit Regatului României, Oradea. Peste 90% din populația orașului era maghiară atunci. În cadrul celui de-al doilea premiu de la Viena intermediat de Germania și Italia în 1940, Transilvania de Nord a fost returnată Ungariei, inclusiv Oradea, dar, fiind din nou pe partea pierzătoare, a trebuit să renunțe la pretențiile sale în temeiul Tratatului de la Paris, încheiat la 10 februarie 1947.
În 1925, statutul de municipiu a fost acordat Oradiei, dizolvând fosta sa autonomie civică. Conform aceleiași ordonanțe, numele său a fost schimbat din Oradea Mare („Marea” Oradea) în pur și simplu Oradea.
În trecut, tensiunile etnice erau uneori mari în zonă, dar diferitele grupuri etnice trăiesc acum în armonie în general, prosperând pe contribuțiile reciproce la cultura modernă. Există multe familii mixte româno-maghiare în Oradea, copiii asimilându-se în ambele culturi ale părinților și învățând să vorbească ambele limbi.

## După revoluția românească
După decembrie 1989, Oradea și-a propus să obțină o mai bună prosperitate alături de alte orașe din Europa Centrală. Atât din punct de vedere cultural cât și economic, perspectivele Oradiei sunt inevitabil legate de aspirația generală a societății românești către libertate, democrație și o economie de piață liberă, cu inițiative variate în toate domeniile de activitate. Datorită caracterului său specific, Oradea este unul dintre cele mai importante centre economice și culturale din vestul României și al țării în general și unul dintre marile centre academice, cu o dinamică bilingvă unică.

## Comunitate evreiască
Chevra kadisha a fost fondată în 1735, prima sinagogă în 1803 și prima școală comunală în 1839. Până la începutul secolului al XIX-lea, evreilor nu li s-a permis să facă afaceri în nicio altă parte a orașului. Chiar și atunci li s-a cerut să se retragă la căderea nopții în propriul cartier. În 1835 li s-a acordat permisiunea de a trăi după bunul plac în orice parte a orașului. 
Comunitatea evreiască din Oradea era împărțită în congregații ortodoxe și neologe. În timp ce membrii comunității Neologe și-au păstrat încă calitatea de membru în chevra kadisha, au început să folosească un cimitir propriu în 1899. La începutul secolului al XX-lea, evreii din Oradea au câștigat importanță în viața publică a orașului; erau producători, comercianți, avocați, medici și fermieri evrei. Șeful poliției (1902) era evreu și în consiliul municipal, iar elementul evreiesc era reprezentat proporțional. Comunitatea deținea, pe lângă spital și chevra kadisha, o asociație de femei evreiești, o școală de gramatică, o școală industrială pentru băieți și fete, o yeshiva și o banca de alimente, pentru a numi câteva.
Următorii sunt printre cei care au deținut rabinatul din Oradea:
- Naftali Hirtz Lifchovitz (ortodox);
- Joseph Rosenfeld (ortodox);
- David Joseph Wahrmann (ortodox);
- Aaron Landesberg (ortodox);
- Moricz Fuchs (ortodox);
- Alexander Rosenberg (Neolog: mutat la Arad );
- Alexander Kohut (Neolog: mutat la New York, 1885; decedat, 1894);
- Leopold Kecskeméty (Neolog).

Potrivit Centrului pentru Arta Evreiască :
Comunitatea evreiască din Oradea a fost cândva ca mai activă comunitate, atât din punct de vedere comercial, cât și cultural, din Imperiul Austro-Ungar. În 1944, 25.000 de evrei orădeni au fost deportați în lagărele de concentrare, decimând astfel această comunitate vitală. Trei sute de evrei locuiesc astăzi în Oradea. În centrul orașului, înălțată peste alte clădiri din zonă, se află sinagoga Templului Neolog, construită în 1878. Sinagoga neobișnuită în formă de cub cu cupola sa mare este una dintre cele mai mari din România. În 1891, comunitatea ortodoxă a construit, de asemenea, un complex de clădiri, inclusiv două sinagogi și un centru comunitar.

## Vezi si
- Istoria Transilvaniei